# مورثين
بلدية مورثين (بالإسبانية: Morcín) هي بلدية تقع في منطقة أستورياس شمال غرب إسبانيا.

## الديموغرافيا
بلغ عدد سكان بلدية مورثين 2.870 نسمة عام 2011 (وفقاً للمعهد الوطني للإحصاء الإسباني).
| 2.933 | 3.074 | 3.094 | 3.016 | 2.996 | 2.964 | 2.870 |